# 石川聡彦
石川 聡彦 (いしかわ あきひこ、1992年 - )　は日本の企業家。株式会社アイデミー 代表取締役執行役員 社長CEO。
世界を変える30歳未満の30人「Forbes 30 UNDER 30 JAPAN 2019」「Forbes 30 Under 30 Asia 2021」選出。元歌舞伎子役。 情報経営イノベーション専門職大学 客員教授 。

## 経歴

### 歌舞伎子役時代
神奈川県横浜市に次男として生まれる。幼稚園の頃、歌舞伎始める。小学5年生の頃に歌舞伎を辞める。
2005年　サレシオ学院に入学する。
両親が児童プロダクションのオーディションに応募したのがきっかけである。歌舞伎役者は幼稚園の頃から小学5年生の頃までやっていた。当時の子役は代役がいなかったので怪我や病気も御法度であったと語っている。歌舞伎家系に養子に入り歌舞伎に人生を捧げるという道もあったが、歌舞伎を選ばずにで歌舞伎を離れて中学受験をした。TBS の消えた天才 に「元歌舞伎役者」として出演した経験もある。

### 高校時代と大学時代
2012年　東京大学工学部都市工学科に入学する。在学中の専門は環境工学で、水処理分野での機械学習の応用研究に従事した経験を活かし、 DX/GX人材へのリスキリングサービス「Aidemy」やシステムの内製化支援サービス「Modeloy」を開発・提供している。
高校時代は「中学か高校の先生になる」というのが夢であった。そのため東京大学に入学して一流の教師になろうとしていた。そのため大学入学後は予備校の講師のアルバイトをしていた。その一方で「KING」というビジネス系のサークルに入っていた。先輩起業家たちの話を聞くうちに僕も起業への思いが強くなりビジネスの世界にのめり込んでいった。そのうちに「教師になりたい」という気持ちはなくなったと語っている。
2014年　6月10日Goods株式会社（現株式会社アイデミー）を設立する。
2017年　東京大学大学院学際情報学府に進学するが、後に退学する。

### アイデミー前身の起業
アイデミー起業前には、モノ版のグノシー、注文したお弁当が配達されるサービスを提供していたが成功していなかった。そのためベンチャーキャピタルの方々と議論をし４０個のアイディアを出した。そこで今後AIの成長性や機械学習の応用系を研究していたこともあり、現在のアイデミーの事業を選んだ。
2019年　世界を変える30歳未満の30人選出。
2020年　4月同時期に開校したiU 情報経営イノベーション専門職大学の客員教員に就任する。
2023年　6月23日株式会社アイデミーが東証グロースに上場する。
2023年 10月13日株式会社アイデミーは、株式会社ファクトリアル（東京都三鷹市）の株式を取得し、子会社化することを決定。

## 著書
著書に『人工知能プログラミングのための数学がわかる本』（KADOKAWA/2018年）、『投資対効果を最大化する AI導入７つのルール』（ KADOKAWA/ 2020年）など。